# Mundang
Das Mundang ist eine Adamaua-Sprache, die in Kamerun und im Tschad vom Volk der Mundang gesprochen wird.

## Verbreitung
Die Sprache ist in der tschadischen Präfektur Mayo-Kebbi Ouest und in der Kameruner Provinz Hoher Norden verbreitet. Die Präsenz von bestimmten ethnischen Mundang oder eng verwandter Volksgruppen wird zudem noch im Sudan und in Kenia signalisiert. In der Zentralafrikanischen Republik entspricht das Péna exakt dem Mundang.

### Dialekte
Die Mundang-Sprache hat drei Dialekte: Das Kaele-Mundang und nah verwandte Dialekte unterscheiden sich durch die Betonung und bestimmte Wörter von denen des Lere-Mundang, ebenso wie sich das Mundang in Torrock in der Region Pala im Tschad von denen aus Léré und Kaélé unterscheidet.

## Schrift
Die Mundang-Sprache wird mit dem lateinischen Alphabet geschrieben.

### Geschichte
Das Mundang hat seit dem Jahre 1921 ein praktisches Schriftsystem für die Alphabetisierung. Das Neue Testament der Bibel wurde bereits im Jahre 1952 in das Mundang übersetzt. Die gesamte Bibel wurde im Jahre 1983 in die Mundang-Sprache übersetzt.

## Grammatik
Die Mundang-Sprache hat wie fast alle Vernakulärsprachen eine reiche Grammatik. Die Eglise Fraternelle Luthérienne au Tchad et au Cameroun hat seit 1920 den Schwerpunkt auf die Alphabetisierung des Mundang-Volkes in ihrer eigenen Muttersprache gelegt. Ein Grammatikbuch über die Mundang-Sprache wurde seit 1965 veröffentlicht.

## Lexik
- Ame = ich
- Amo = du
- Ako = er
- Ana= wir
- Awe = ihr
- Ara (Areu)= sie
- Deworré = Mann
- Madewinni = Frau
- Bii = Wasser
- Wii = Feuer
- Tchommé = Sonne
- Fing = Mond
- Serri = Erde, Welt
- Tebana = junger Mann
- Woï = junge Frau
- Massing = Gott
- Meuli = Großmutter
- Deuli = Großvater

## Soziolinguistische Situation
Das Mundang, ebenso wie alle anderen nationalen Sprachen des Tschad, profitiert von keinerlei offiziellem Status.
Der Artikel 9 der Tschadischen verfassung besagt: Die Amtssprachen sind das Französische und das Arabische. Das Gesetz fixiert die Bedingungen für die Förderung und die Entwicklung der nationalen Sprachen.
Die Mundang des Kamerun und des Tschad haben eine Vereinigung für die Förderung der Mundang-Sprache gegründet, der seinen Sitz in Léré im Tschad hat. Ein Wörterbuch in der Mundang-Sprache ist bereits seit 1955 in Vorbereitung und mehr als 100 Bücher mit evangelischem Charakter, die in keine anderen Sprachen übersetzt wurden, wurden auf Mundang veröffentlicht. Mehrere Mundang-Autoren wenden sich auch außerkirchlichen Werken wie Erzählungen und Geschichten zu.